# Liouvilleova věta (komplexní analýza)

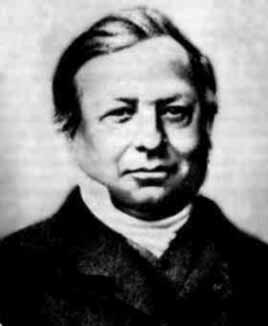
Joseph Liouville (1809–1882), francouzský matematik a inženýr. Zabýval se řadou oblastí matematiky, především teorií čísel, komplexní analýzou, diferenciální geometrií, diferenciální topologií, dále matematickou fyzikou a astronomií.

Liouvilleova věta je tvrzení z oboru komplexní analýzy, které říká, že každá omezená celá funkce musí být konstantní.
Pomocí Liouvillovy věty je snadné dokázat základní větu algebry. Z její zobecněné verze hovořící o holomorfních vektorových funkcích lze dokázat neprázdnost spektra omezeného operátoru, což je rovněž důležitý výsledek.
Silnější verze Liouvillovy věty byla dokázána Charlesem Émilem Picardem v roce 1879 a jmenuje se malá Picardova věta.